# Reliëfenergie

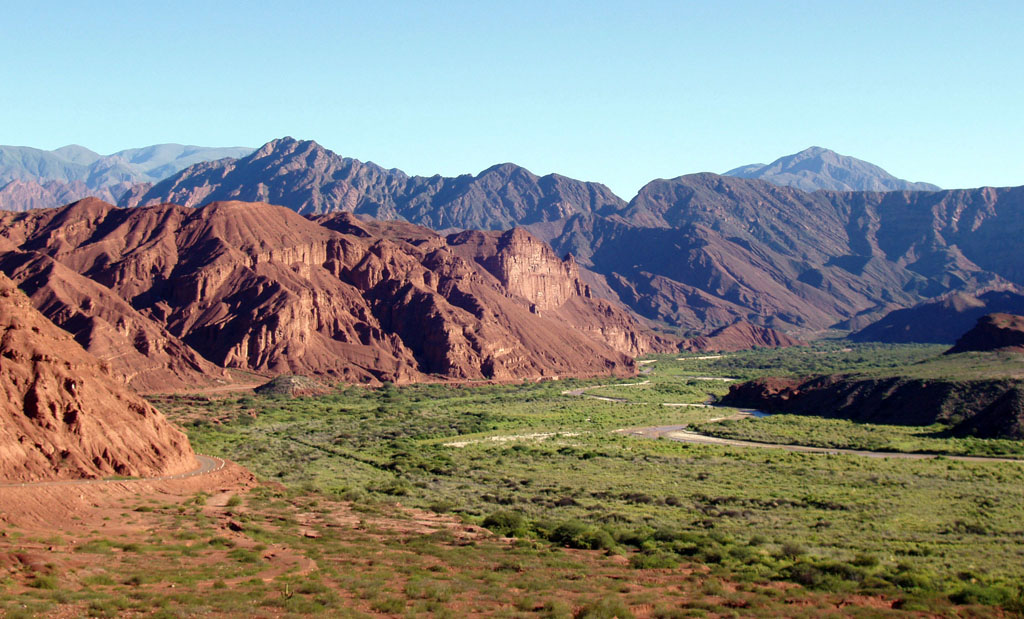
De Valles Calchaquíes in Argentinië. De reliëfenergie tussen de voet en top van de bergen op de foto is relatief groot, maar die voor dezelfde afstand of oppervlakte in de dalvlakte is gering.

 De reliëfenergie is in de fysische geografie een maat voor het reliëf van een bepaald gebied. Gebieden met een hoog reliëf, zoals gebergtes, hebben een hogere reliëfenergie dan gebieden met een laag reliëf, zoals vlaktes. De reliëfenergie is het grootste hoogteverschil in een gebied met een gegeven oppervlak (gewoonlijk in meters per vierkante kilometer) of het hoogteverschil over een bepaalde afstand (meestal in meters per kilometer).
Het begrip reliëfenergie werd in 1894 al gebruikt door Albrecht Penck. De volgende indeling op meter hoogte verschil per vierkante kilometer werd ingevoerd door Barsch & Caine (1984):
- high mountain system ("hooggebergte"): ongeveer 500 m/km² of meer
- mountain system ("middelgebergte"): ongeveer 200 m/km²
- mountainous terrain ("laaggebergte"): ongeveer 100 m/km²
- hilly terrain ("heuvelland"): ongeveer 50 m/km²

Deze indeling heeft als nadeel dat ze niets zegt over het klimaat of de vegetatie van het gebied. Ook een verband tussen de reliëfenergie en de hoogte van een gebied is niet vanzelfsprekend. Sommige gebieden op grote hoogte, zoals het Tibetaans Plateau of de Zuid-Amerikaanse Altiplano hebben relatief weinig reliëf. Aan de andere kant hebben sommige relatief lage gebergtes juist een relatief hoog reliëf, zoals het Scandinavisch Hoogland of de Zee-Alpen in het grensgebied tussen Frankrijk en Italië.

## Doel
De reliëfenergie is vooral een handige maat om vast te stellen hoe kwetsbaar een gebied is voor erosie.